# Akvadukt v Segovii
Akvadukt v Segovii je jeden z nejlépe dochovaných antických římských akvaduktů na Pyrenejském poloostrově. Patří k dominantám španělského města Segovia, lze jej spatřit např. i na jejím erbovním znaku. Pro svou mimořádnou historickou hodnotu byl v roce 1985 celý akvadukt společně s historickou částí Segovie přiřazen ke světovému dědictví.

## Historie

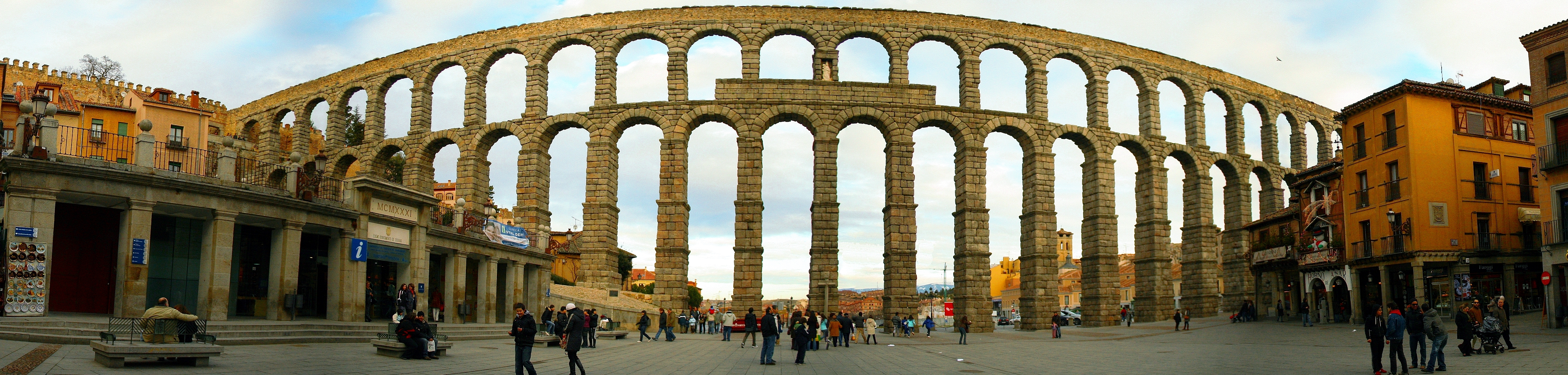
Pohled na akvadukt zdola

Přesná data postavení akvaduktu nejsou známá, protože nápis na akvaduktu, který je uváděl, byl značně poškozen. Pravděpodobně byl ale postaven mezi druhou polovinou 1. století a počátkem 2. století. Celá konstrukce byla postavena v souladu s obecnými architektonickými zásadami Vitruviovými, které formuloval ve svém díle Deset knih o architektuře.

Římský Akvadukt v Segovii.

Akvadukt prošel několika rekonstrukcemi. První významnější rekonstrukce proběhla v 15. století (v době vlády Isabely Kastilské a další potom následovala v 16. století. Od počátku 21. století akvadukt začal jevit značné známky potřeby další rekonstrukce, které si vynutily přerušení jeho užívání (poškození bylo způsobeno prosakováním dopravované vody).

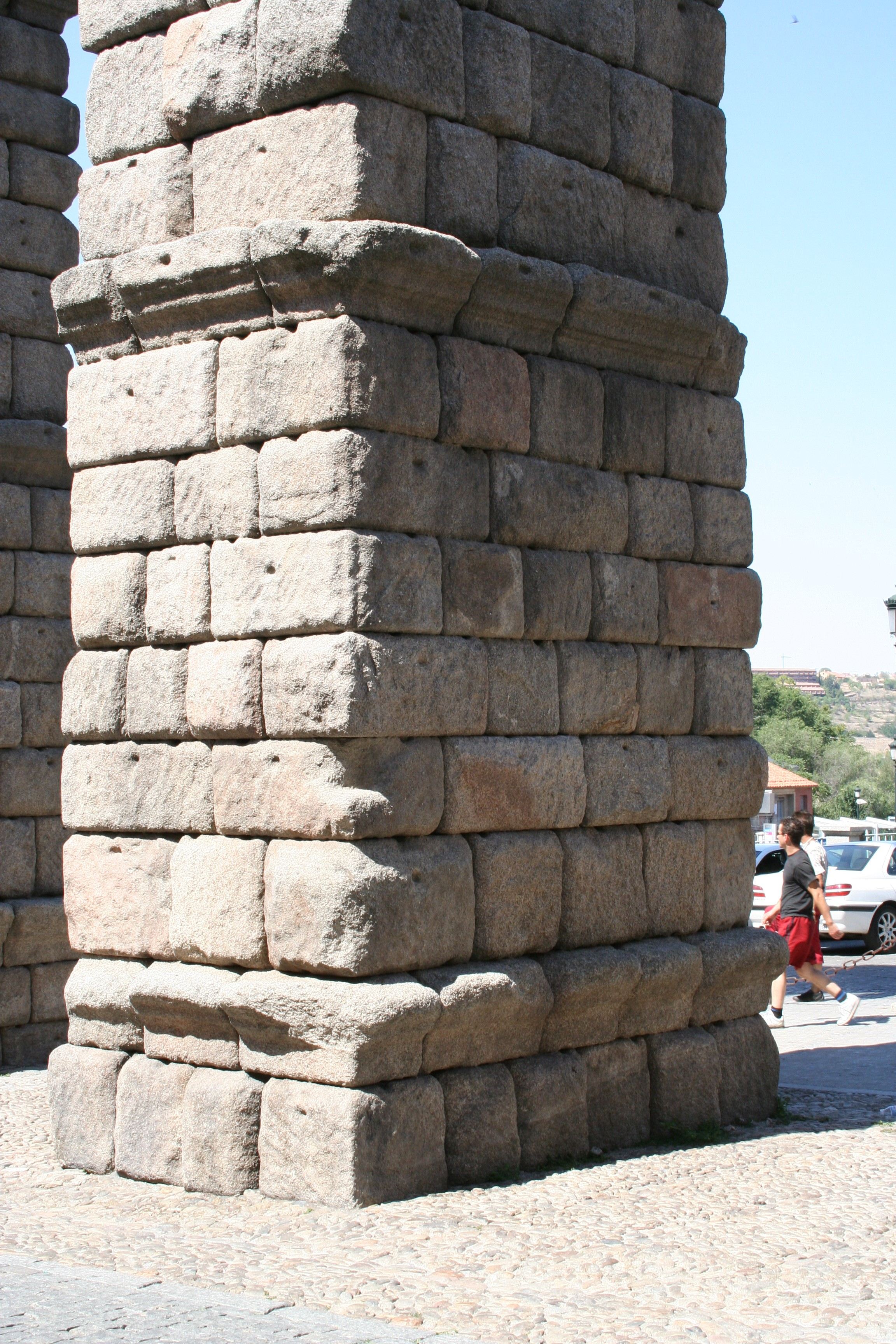
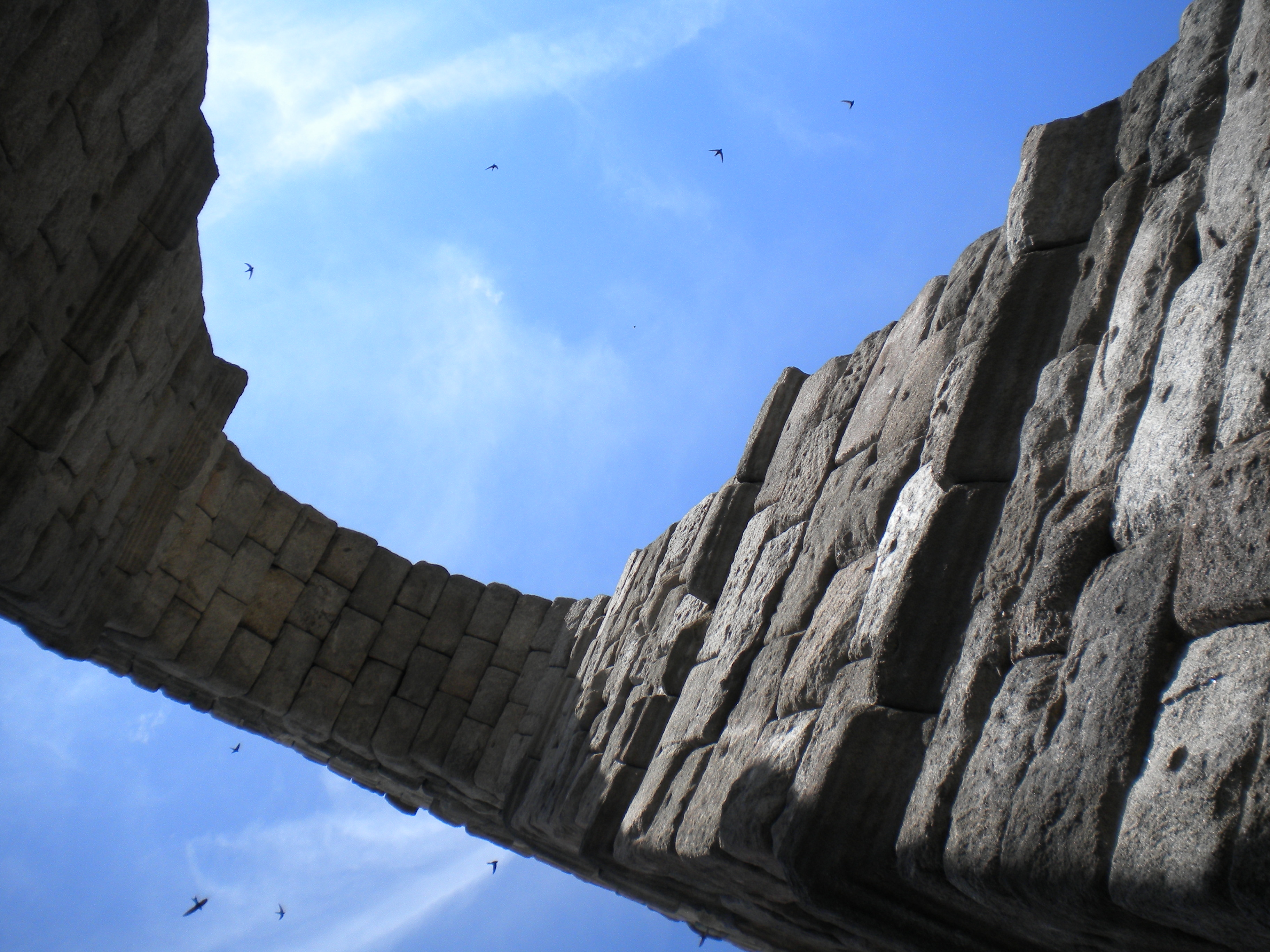
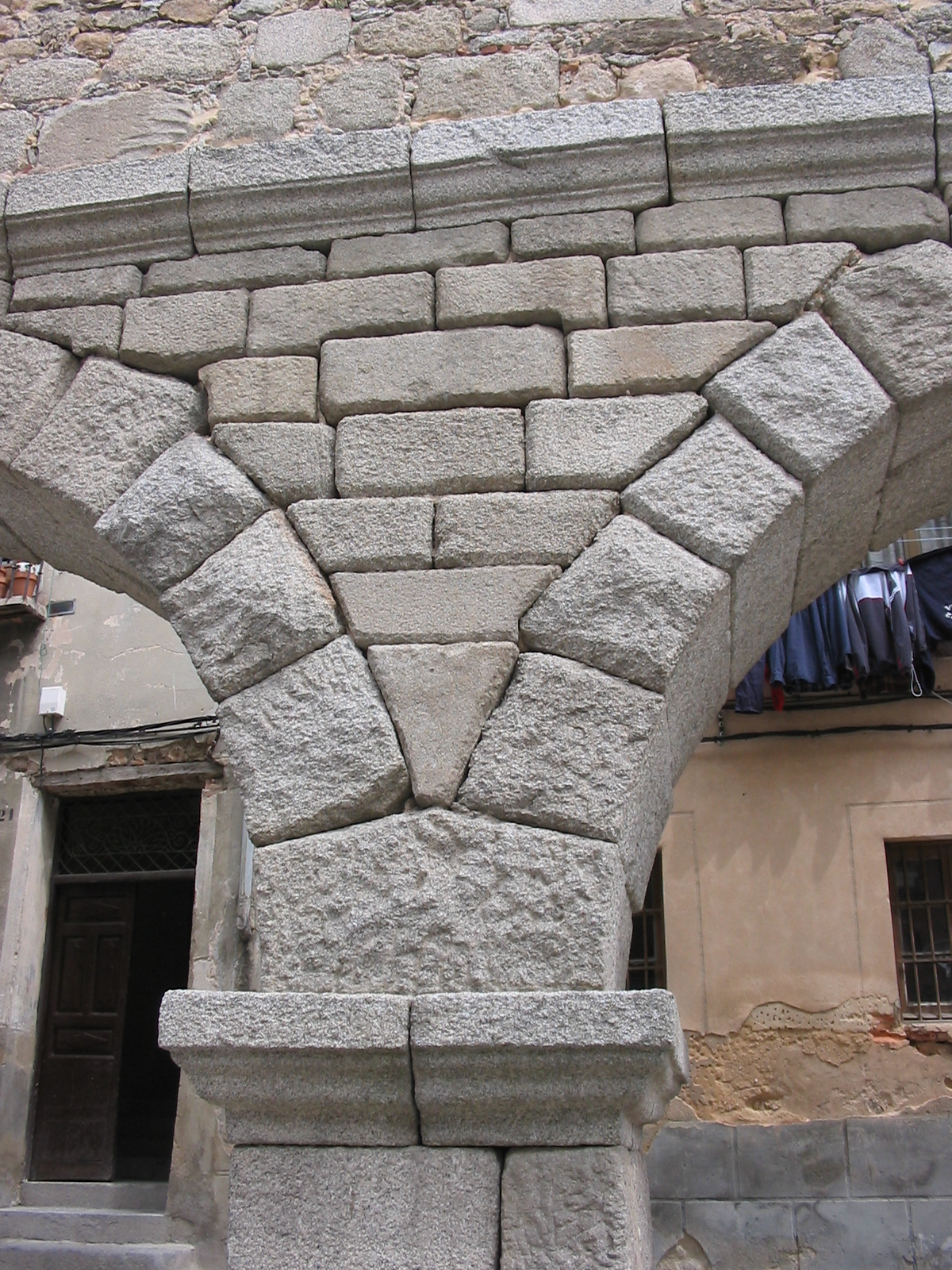
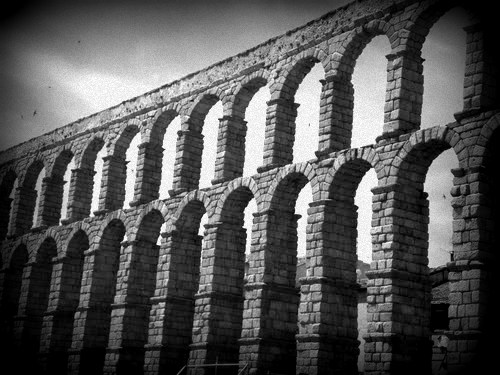
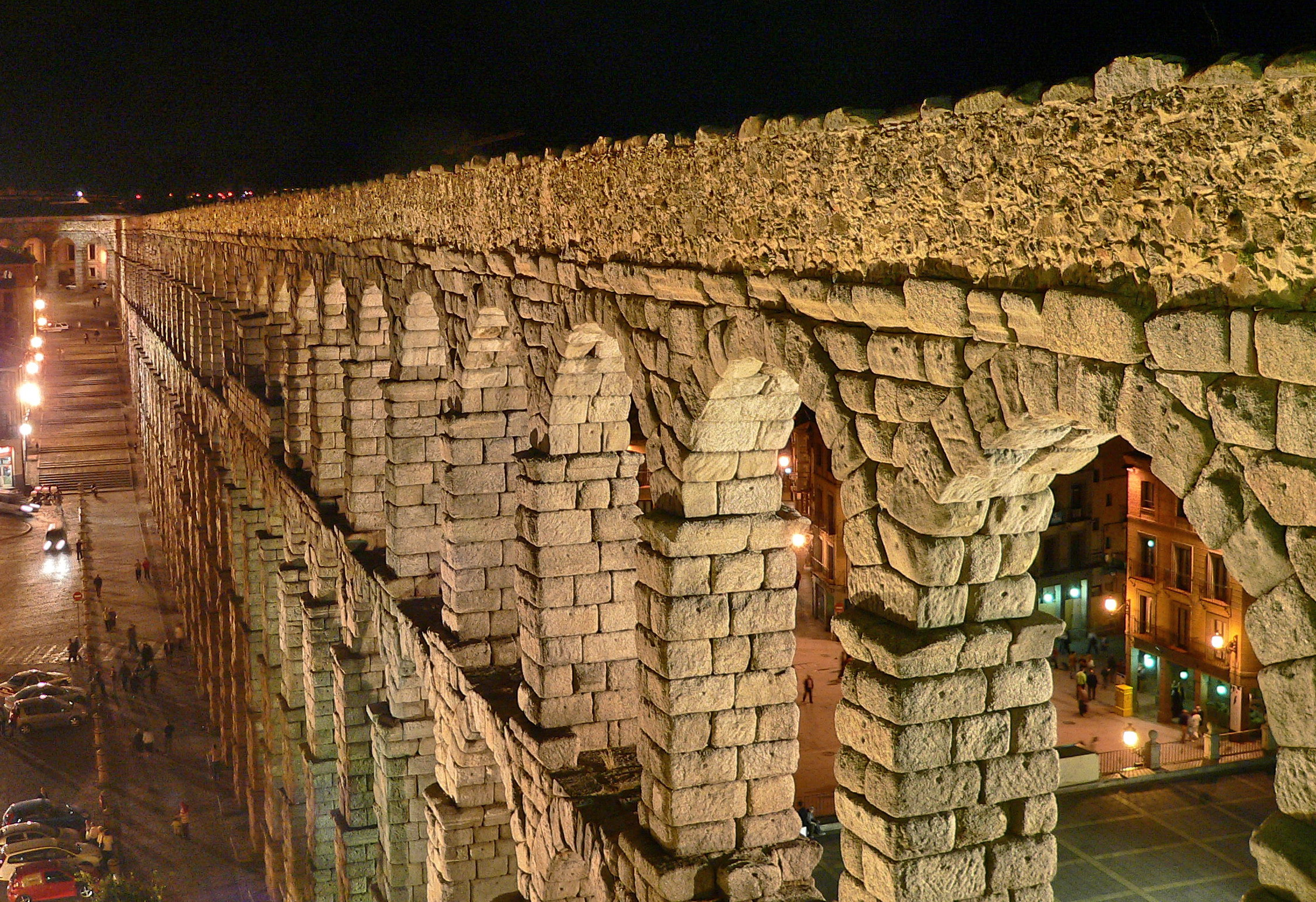
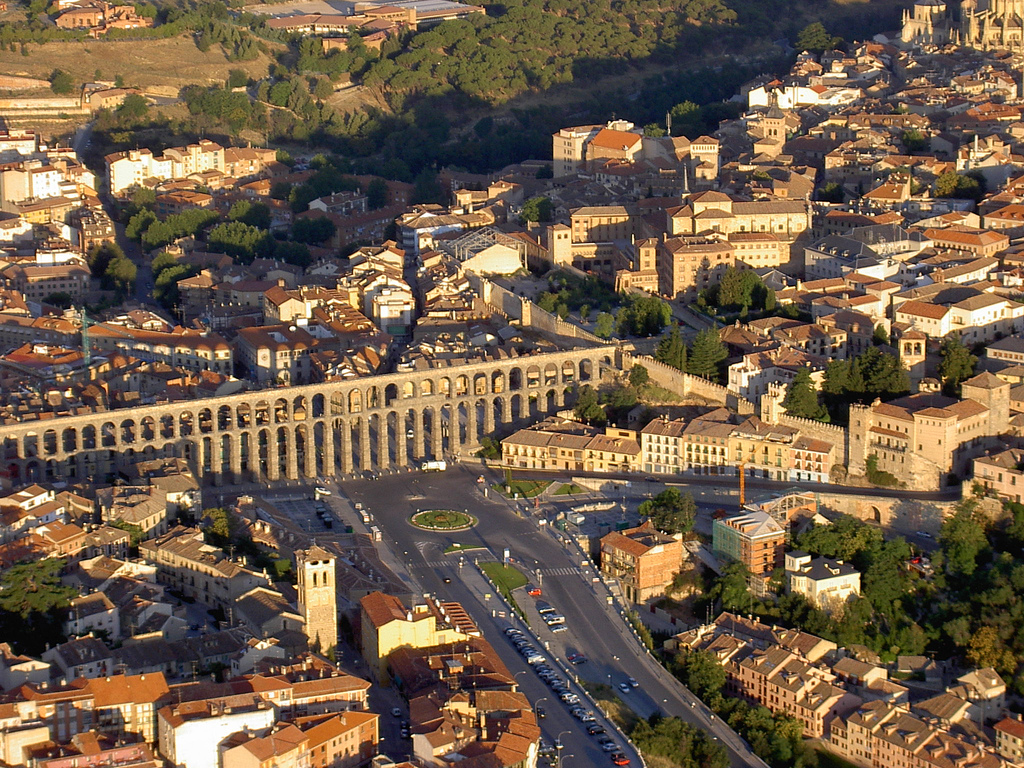

## Popis

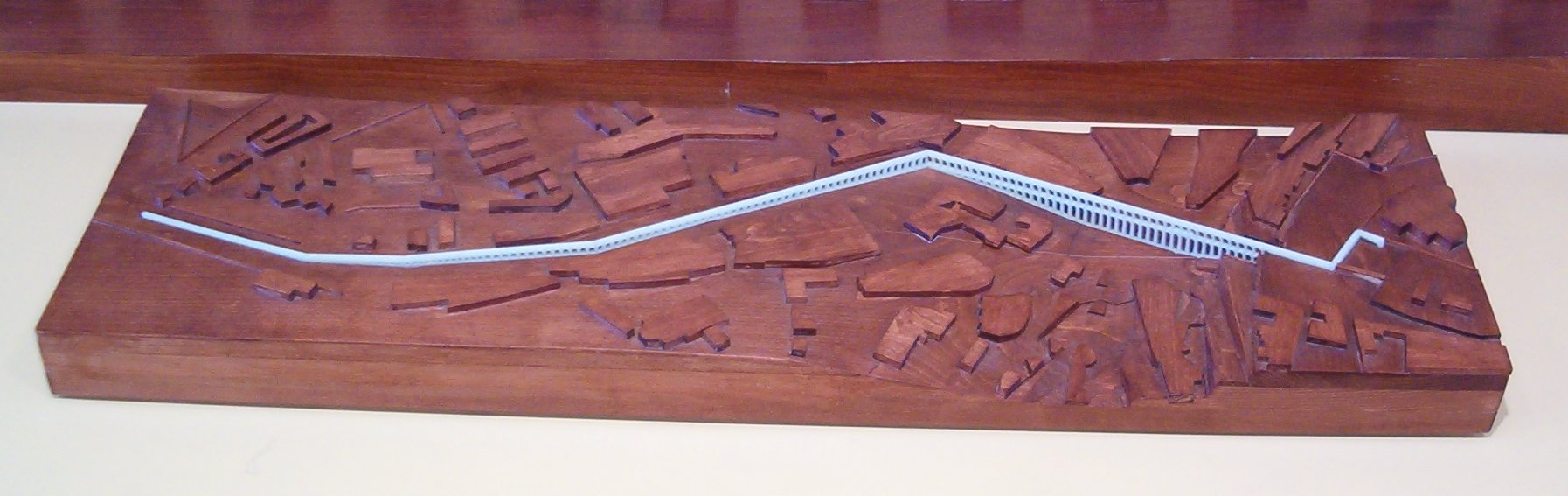
Plošný model celkové konstrukce akvaduktu

Akvadukt přenáší vodu z řeky Fuente Fría, která protéká nedalekými horami. Délka akvaduktu od řeky k hranicím města Segovia je přibližně 15 kilometrů.
U Segovie je nejprve voda akumulována ve věži El Caserón („Velký dům“), ze které je vedena kanálem do druhé věže známé jako Casa de Aguas („Vodárna“), kde je voda přirozenými procesy čištěna.
Akvadukt dále pokračuje do historického centra Segovie, přičemž na této cestě je akvadukt nejvýraznější a také dosahuje největšího převýšení nad okolní krajinou (až 28,5 metru).